# Agencia de Inteligencia de Kosovo
Agencia de Inteligencia de Kosovo (Agjencia Kosovare e Inteligjencës, abreviado en albanés AKI y en español AIK): es un Servicio de inteligencia civil de Kosovo responsable de proporcionar inteligencia y consejos de seguridad nacional a las principales figuras  e Instituciones políticas de Kosovo.
La AKI se rige de conformidad con la Constitución de la República de Kosovo, Ley núm. 03/L-063 sobre la Agencia de Inteligencia de Kosovo y todas las demás leyes aplicables en Kosovo.

## Misión
La misión de la Agencia de Inteligencia de Kosovo es identificar las amenazas que van en detrimento de la seguridad nacional de Kosovo. En cualquier caso, una amenaza a la seguridad de Kosovo son considerada los siguientes: Amenazas contra la integridad territorial, Amenazas contra la integridad de las instituciones, Amenazas contra el orden constitucional, Amenazas, contra el desarrollo y estabilidad económica del país y Amenaza contra la seguridad global en perjuicio del Estado Kosovar.
Cumple esta Misión, a través de la recopilación y el análisis de información sobre:
- Incitación, ayuda e instigación o apología del terrorismo.
- Espionaje contra Kosovo o en detrimento de la seguridad de Kosovo
- Sabotaje dirigido contra la infraestructura vital de Kosovo
- Delincuencia organizada contra Kosovo o perjudicial para la seguridad de Kosovo de cualquier otra forma, incluido el blanqueo de capitales
- Incitar a la desafección en las estructuras de seguridad.
- Tráfico de sustancias ilegales, armas o seres humanos
- Fabricación o transporte ilegal de armas de destrucción masiva, o sus componentes
- Tráfico ilegal de productos y tecnologías bajo Control Internacional
- Actividades que contravienen el derecho internacional humanitario
- Actos de violencia organizada o intimidación contra grupos étnicos o religiosos en Kosovo, y
- Asuntos relacionados con amenazas graves para la salud o la seguridad públicas.

## Directores
| Nombre         | Inicio del Mandato      | Fin del Mandato         |
| -------------- | ----------------------- | ----------------------- |
| Bashkim Smakaj | 2009                    | Enero de 2015           |
| Agron Selimaj  | Enero de 2015           | 27 de enero de 2017     |
| Driton Gashi   | 8 de febrero de 2017    | 10 de abril de 2018     |
| Shpend Maxhuni | 20 de abril de 2018     | 6 de noviembre de 2019  |
| Kreshnik Gashi | 25 de noviembre de 2019 | 22 de diciembre de 2020 |
| Petrit Ajeti   | 15 de abril de 2021     | En el Cargo             |